# Jonathan Grahn
Jonathan Grahn, född  30 december 2004, är en svensk friidrottare (medeldistanslöpning). Han tävlar för Mölndals AIK.

## Karriär
Grahn deltog i Svenska mästerskapen i friidrott 2023 där han placerade sig på en tredjeplats på 1 500 meter. Vid U20-EM 2023 vann han guld på 3 000 meter.